# Фатсия многоплодная
Фа́тсия многопло́дная (лат. Fatsia polycarpa) — вид цветковых растений рода Фатсия (Fatsia) семейства Аралиевые (Araliaceae). Эндемик Тайваня. Находится в опасности из-за сокращения мест обитания. 